# Bad Boys (Zara Larsson)
Bad Boys è un singolo della cantante svedese Zara Larsson, pubblicato il 13 ottobre 2013 come primo estratto dal primo album in studio 1.

## Video musicale
Il video musicale, diretto da Måns Nyman, è stato reso disponibile il 29 ottobre 2013.

## Tracce
Testi e musiche di Mack.
1. Bad Boys – 2:13
2. Bad Boys (Do It Yourself Version) – 2:13

## Formazione
- Zara Larsson – voce
- Elof Loelv – produzione, missaggio
- Mack – produzione vocale, registrazione
- Robert Habolin – produzione vocale, registrazione
- Chris Gehringer – mastering

## Classifiche
| Classifica (2013-14) | Posizione massima |
| -------------------- | ----------------- |
| Danimarca            | 33                |
| Svezia               | 27                |